# Oktogontal
Oktogontal är en sorts figurtal. Det n:te oktogontalet är antalet punkter belägna i en oktogon med n regelbundet uppdelade punkter i en sida.
De första oktogontalen är:
1, 8, 21, 40, 65, 96, 133, 176, 225, 280, 341, 408, 481, 560, 645, 736, 833, 936, … (talföljd A000567 i OEIS).
Oktogontal kan utformas genom att placera triangeltal på de fyra sidorna av en kvadrat. För att uttrycka det algebraiskt, är n oktogontal:
{\displaystyle n^{2}+4\sum _{k=1}^{n-1}k=3n^{2}-2n}